# UDP-N-acetilglukozaminska 2-epimeraza
UDP-N-acetilglukozaminska 2-epimeraza (EC 5.1.3.14, UDP-N-acetilglukozamin 2'-epimeraza, uridin difosfoacetilglukozaminska 2'-epimeraza, uridin difosfo-N-acetilglukozaminska 2'-epimeraza, uridin difosfat-N-acetilglukozamin-2'-epimeraza, rffE (gen), mnaA (gen), UDP-N-acetil-D-glukozamin 2-epimeraza) je enzim sa sistematskim imenom UDP-N-acetil-alfa--glukozamin 2-epimeraza. Ovaj enzim katalizuje sledeću hemijsku reakciju
UDP--acetil-alfa--glukozamin {\displaystyle \rightleftharpoons } UDP--acetil-alfa-D-manozamin
Ovaj bakterijski enzim katalizuje reverzibilnu interkonverziju UDP-GlcNAc i UDP-ManNAc.

## Literatura
- Nicholas C. Price; Lewis Stevens (1999). Fundamentals of Enzymology: The Cell and Molecular Biology of Catalytic Proteins (Third изд.). USA: Oxford University Press. ISBN 019850229X.
- Eric J. Toone (2006). Advances in Enzymology and Related Areas of Molecular Biology, Protein Evolution (Volume 75 изд.). Wiley-Interscience. ISBN 0471205036.
- Branden C; Tooze J. Introduction to Protein Structure. New York, NY: Garland Publishing. ISBN 0-8153-2305-0.
- Irwin H. Segel. Enzyme Kinetics: Behavior and Analysis of Rapid Equilibrium and Steady-State Enzyme Systems (Book 44 изд.). Wiley Classics Library. ISBN 0471303097.
- William P. Jencks (1987). Catalysis in Chemistry and Enzymology. Dover Publications. ISBN 0486654605.

## Spoljašnje veze
- UDP-N-acetylglucosamine+2-epimerase+(non-hydrolysing) на 